# Allinge-Sandvig Sogn
Allinge-Sandvig Sogn er et sogn i Bornholms Provsti (Københavns Stift).
Olsker Sogn hørte til Nørre Herred i Bornholms Amt og var i 1800-tallet anneks til Allinge-Sandvig Sogn, som lå i Allinge-Sandvig Købstad. Den hørte kun geografisk til herredet. Allinge-Sandvig Købstad blev ved kommunalreformen i 1970 kernen i Allinge-Gudhjem Kommune, som Olsker sognekommune også blev indlemmet i. I 2003 indgik Allinge-Gudhjem Kommune i Bornholms Regionskommune.
I Allinge-Sandvig Sogn ligger Allinge Kirke og kapellet på Allinge Kirkegård.
I sognet findes følgende autoriserede stednavne:
- Allinge (bebyggelse)
- Allinge Bygrunde (ejerlav)
- Allinge Vang (bebyggelse)
- Allinge-Sandvig (bebyggelse)
- Allinge-Sandvig Markjorder (ejerlav)
- Finnedalen (areal)
- Grønnedal (bebyggelse)
- Hammer Odde (areal)
- Hammeren (areal, ejerlav)
- Hammersholm (areal, ejerlav)
- Humledal (bebyggelse)
- Kampeløkke Å (vandareal)
- Langebjerg (areal, bebyggelse)
- Løsebækshuse (bebyggelse)
- Mellembyerne (bebyggelse)
- Næs (bebyggelse)
- Osand Bugt (vandareal)
- Sandlinien (bebyggelse)
- Sandvig (bebyggelse)
- Sandvig Markjorder (ejerlav)
- Slotslyngen (areal, ejerlav)
- Sæne (bebyggelse)
- Sæne Bugt (vandareal)